# Andréi Sájarov
Andréi Dmítrievich Sájarov (en ruso: Андре́й Дми́триевич Са́харов; Moscú, 21 de mayo de 1921-14 de diciembre de 1989) fue un eminente físico nuclear soviético, socialista y activista en favor de los derechos humanos y las libertades democráticas. Fue galardonado con el Premio Nobel de la Paz de 1975.

## Biografía
Fue hijo de Dmitri Ivánovich Sájarov, un profesor de física y pianista amateur y de Ekaterina Alekséyevna Sájarova, de ascendencia griega. El humanismo y conciencia social de su familia definió en su personalidad —su abuelo paterno había sido un eminente abogado en la Rusia zarista con una conciencia humanista orientada hacia la justicia social y la abolición de la pena capital—, y si bien su bisabuelo había sido sacerdote ortodoxo y fue bautizado, el ateísmo de su padre impidió la influencia de ideas religiosas en su formación o en su vida. Pese a ello, creía que el universo y la vida humana son gobernados por una fuerza conductora superior y no abarcable por la ciencia
Entró en la facultad de Física de la Universidad Estatal de Moscú en 1938. Debido a la Segunda Guerra Mundial se mudó a Asjabad, hoy día Turkmenistán, en donde se graduó en 1941. Se dedicó a la investigación científica en laboratorio en la ciudad de Uliánovsk.
En 1943, se casó con Klavdia Alekséyevna Víjireva, con quien tuvo dos hijas y un hijo antes de que ella muriera en 1969. Regresó a Moscú en 1945 para estudiar en el Departamento de Física Teórica del Instituto de Física Lébedev (FIAN) de la Academia de Ciencias de Rusia. Allí se doctoró en 1947.
Al finalizar la Segunda Guerra Mundial, comenzó a investigar sobre los rayos cósmicos y sus efectos sobre los seres vivientes. A mediados de 1948 participó en el proyecto soviético para construir la bomba atómica, bajo la dirección de Ígor Kurchátov. El primer dispositivo atómico soviético se ensaya el 29 de agosto de 1949. Tras mudarse a Sarov (Óblast de Nizhni Nóvgorod) en 1950, Sájarov jugó un papel destacado en el desarrollo de la bomba de hidrógeno o bomba H. El primer dispositivo de fusión soviético entró en pruebas el 12 de agosto de 1953, empleando el diseño Sloika. En 1953 fue elegido miembro de pleno de la Academia de Ciencias de Rusia y se le otorgó la primera de sus tres medallas de Héroe del Trabajo Socialista (Герой Социалистического Труда). Sájarov continuó su trabajo en Sarov, su actividad esencial fue desarrollar la primera bomba de hidrógeno soviética de escala megatón, con un diseño que en Rusia se conoce como «Tercera Idea de Sájarov», y en Estados Unidos se conoce como diseño Teller-Ulam. Fue ensayada bajo el nombre RDS-37 en 1955. Una variante de mayor tamaño del diseño Sájarov fue la Bomba del Zar de octubre de 1961, de cincuenta megatones de potencia y el artefacto nuclear más potente jamás detonado.
En 1950 también propuso una idea para un reactor nuclear de fusión controlado, el Tokamak, que es todavía el diseño básico para la mayor parte de los desarrollos actuales. Sájarov, junto con Ígor Tam, propuso confinar un plasma ionizado a temperatura en extremo alta mediante campos magnéticos toroidales para controlar la fusión termonuclear.
En 1951 inventó el primer generador magnetoimplosivo, comprimía campos magnéticos mediante explosivos. Llamó a este dispositivo el generador MK (magnetocumuladores). El MK-1 radial produce un campo magnético pulsado de 25 megagauss (2500 teslas). El MK-2 helicoidal genera hasta 100 millones de amperios en 1953. Sájarov entonces ensaya el «cañón de plasma» impulsado por generadores MK, en el que un pequeño anillo de aluminio era vaporizado por causa de las gigantescas corrientes inducidas, produciendo un plasmoide toroidal estable y autocontenido que era impulsado a 100 km/s. Sájarov sugiere más adelante sustituir la bobina del generador MK por un gran solenoide superconductor para comprimir por magnetismo y enfocar explosiones nucleares subterráneas para producir un efecto similar a los misiles antiblindaje y cargas explosivas en demolición (shaped charge effect), en los cuales la energía de la explosión es guiada y enfocada sobre el objetivo. Según sus teorías y cálculos, se podrían enfocar 1023 protones por segundo sobre una superficie de 1 mm² y provocar la colisión de dos haces de este tipo; no se sabe de ningún experimento que lo haya demostrado.
Tras 1965 Sájarov regresó a la investigación básica y comenzó a trabajar en los campos de la física de partículas y la cosmología.
Se centró en la explicación de la asimetría de bariones del universo, el primer científico que introdujo dos universos (o «capas») unidos por el Big Bang. Sájarov logró una simetría CPT completa, dado que la segunda capa es enantiomórfica (simetría P), tiene una flecha de tiempoopuesta (simetría T) y está constituida por antimateria (simetría C) debido a una violación CP opuesta. En su modelo, los dos universos no interactúan, excepto a través de la acumulación local de materia, cuya densidad y presión fueran tan altas como para conectar las dos capas mediante un puente sin espacio-tiempo entre ellas, sino por continuidad geodésica más allá del radio límite para el intercambio de masa. Sájarov llama a tales singularidades un colapso y un anticolapso, que son una alternativa a la pareja agujero negro y agujero blanco de la teoría de agujeros de gusano. Sájarov propuso la idea de la gravedad inducida como una teoría alternativa a la gravedad cuántica.

## Represión por sus ideas antimilitaristas

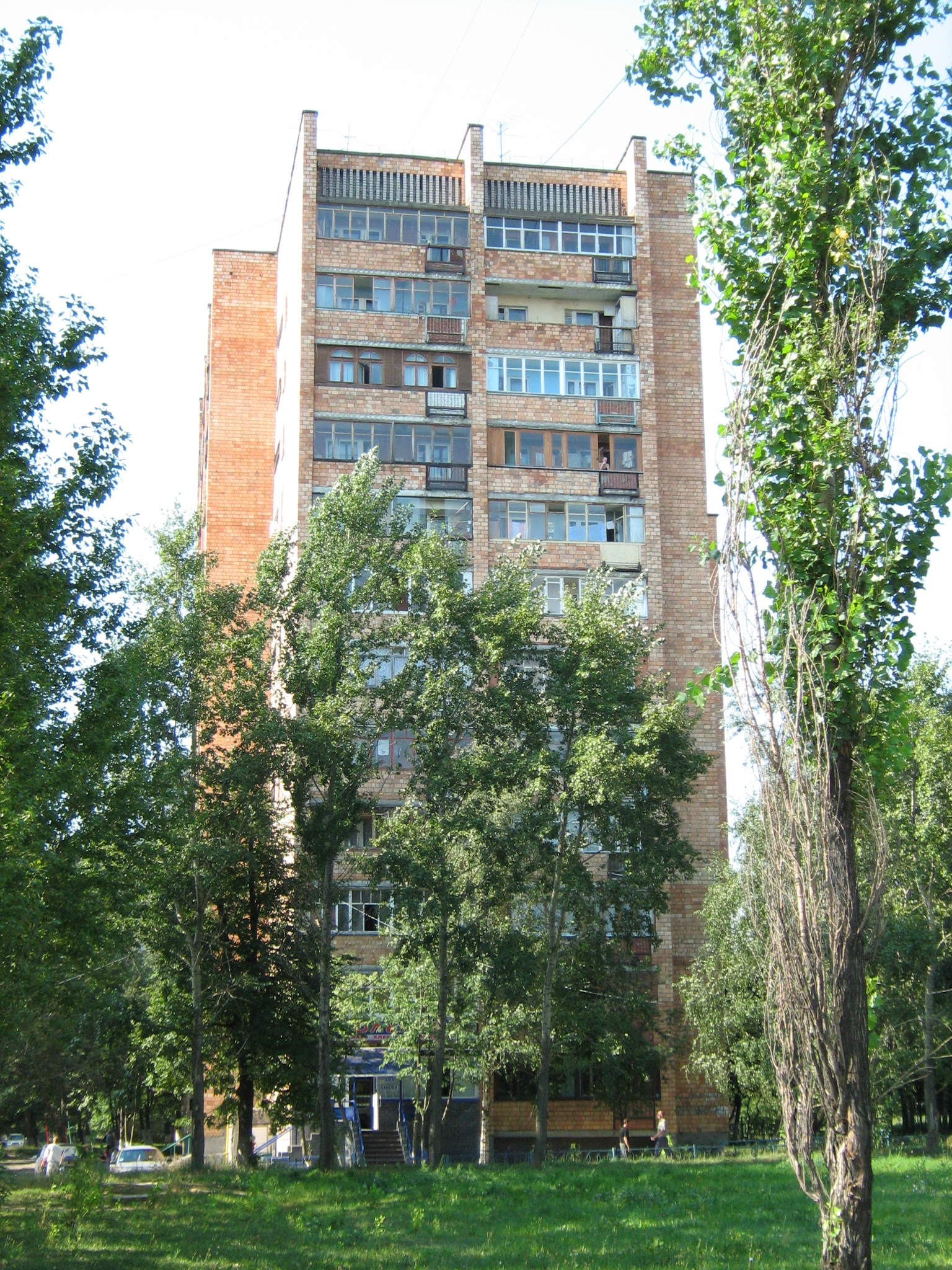
Andréi Sájarov fue obligado a vivir en uno de los apartamentos de este edificio en Nizhni Nóvgorod entre 1980-86. Actualmente su apartamento es un museo.

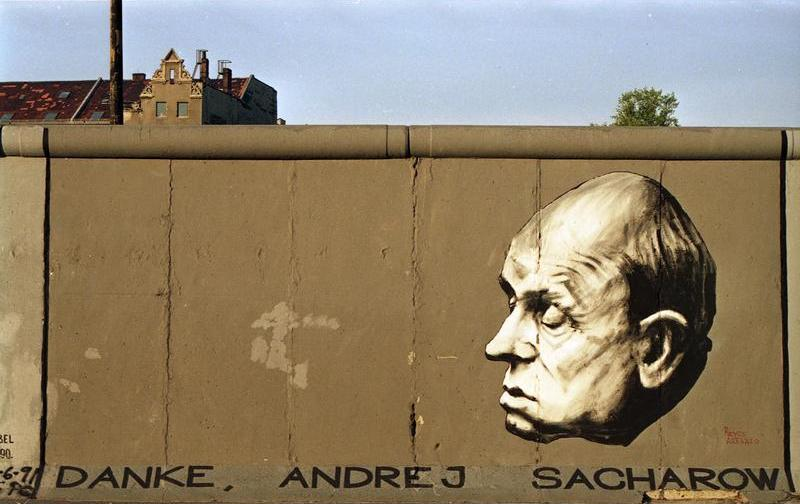
Gracias, Andréi Sájarov, mural en homenaje a Andréi Sájarov pintado en 1990 sobre el muro de Berlín.

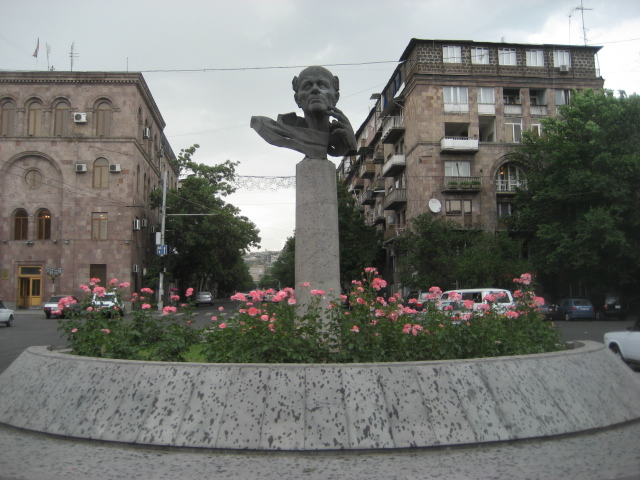
Estatua de Andréi Sájarov en la plaza Sájarov de Ereván, Armenia.

Sájarov estaba convencido de la importancia de su trabajo aplicado al desarrollo de las armas nucleares; pero poco a poco, y desde finales de los '50, fue tomando mayor conciencia de las implicaciones reales de sus descubrimientos y vislumbró riesgos tales como una guerra termonuclear o la contaminación por radiactividad. De esta forma, cambió su postura. Durante la década de los '60 jugó un activo papel contra la proliferación de armas nucleares y de las pruebas nucleares en la atmósfera, dando como fruto el tratado de prohibición de pruebas atmosféricas, espaciales y submarinas, firmado en Moscú en 1963. A partir de entonces, por propia convicción y por creciente imposición de su gobierno, se fue alejando de la física nuclear aplicada, para dedicarse más a la cosmología básica.
Lo que supuso un punto de inflexión en la consideración que tenía del gobierno soviético fue su postura contraria a la carrera armamentística basada en misiles balísticos (con cabeza nuclear), en la que competían los EE. UU. y la URSS en el apogeo de la guerra fría. En una carta secreta del 21 de julio de 1967, dirigida al dirigente soviético de la época, Sájarov exponía la necesidad de aceptar una propuesta de rechazo bilateral de los misiles nucleares, por el riesgo de una guerra nuclear mundial. En dicho manuscrito, Sájarov solicitaba su publicación en la prensa, cosa que fue rechazada (y su exposición, ignorada). En mayo de 1968, finalizó un ensayo titulado Progreso, coexistencia pacífica y libertad intelectual, en el que desarrollaba las ideas de dicha carta. El castigo no tardó: se le prohibió investigar en cualquiera de los centros y laboratorios militares de la URSS y se le desposeyó de los honores adquiridos.
En 1970, colaboró en la fundación del Comité por los Derechos Humanos, de Moscú. Con el tiempo, mayor era su activismo, y la represión gubernamental. En 1972, con 51 años, contrajo matrimonio con la pacifista Yelena Bónner, suponiendo quizás un balón de oxígeno para su asfixiada lucha.
Como reconocimiento internacional a su esfuerzo le llegó, en 1973, su nominación al Premio Nobel de la Paz, que le sería otorgado en 1975. El Comité Nobel lo llamó "un portavoz de la conciencia de la humanidad". En palabras de la cita del Comité: "De manera convincente, Sajarov ha enfatizado que los derechos inviolables del hombre proporcionan la única base segura para una cooperación internacional genuina y duradera"
No se le permitió salir de la URSS; fue su mujer la encargada de la lectura en la ceremonia de premiación. La lectura fue titulada de forma similar a su ensayo de 1968: Paz, progreso y derechos humanos, considerando a estas tres metas de recíproca dependencia en su consecución (es decir, no se puede alcanzar una sin las otras dos). Dicha lectura no es una mera apología contra las armas nucleares, es una denuncia de las causas de las grandes amenazas contra la humanidad (aniquilación nuclear, hambre, contaminación, expolio de recursos, superpoblación y deshumanización), y una defensa de los avances científicos, de las libertades y de la disidencia.
Las ideas de Sájarov sobre el desarrollo social lo llevaron a proponer el principio de derechos humanos como base de toda política. En su obra afirmaba que "el principio de que lo que no está prohibido está permitido, debe ser entendido literalmente", negando la importancia y validez de todas las normas morales o culturales que no estuvieran plasmadas en las leyes.
El 22 de enero de 1980, fue arrestado por sus protestas públicas contra la presencia militar soviética de Afganistán y fue deportado en su propia patria, aislándolo en la ciudad de Gorki (hoy Nizhni Nóvgorod), una ciudad cerrada e inaccesible a los extranjeros, y privándolo hasta de teléfono. El control de la KGB duró hasta diciembre de 1986, año en que Mijaíl Gorbachov inició sus políticas aperturistas perestroika y glásnost. Gorbachov ordenó instalar un teléfono en el apartamento de Sájarov para poder comunicarle en persona su puesta en libertad. Sájarov pudo regresar a Moscú e impulsar la creación de las primeras organizaciones políticas independientes y legales. En marzo de 1989, Sájarov fue elegido como diputado independiente del nuevo cuerpo legislativo, el Congreso de los Diputados del Pueblo de la URSS, creado para reemplazar el antiguo Soviet Supremo de la Unión Soviética unipartidista.
En 1985, se fundaron los Premios Sájarov, nombrados de esta forma en su honor, galardones anuales que otorga el Parlamento Europeo a personas y organizaciones dedicadas a los derechos humanos y a las libertades.
En 1989, recibió el International Humanist Award de la International Humanist and Ethical Union.
Poco después fallecía de ataque cardíaco a la edad de 68 años. Sus restos reposan en el cementerio de Vostryakóvskoye de Moscú.
En 1990, el artista ruso Dmitri Vrúbel pintó el mural «Gracias, Andréi Sájarov» sobre los restos del muro de Berlín, como homenaje a su lucha por las libertades. El mural se conserva en la East Side Gallery.

## El archivo de Sájarov
El archivo de los documentos que Sájarov ha colegido fue creado en la Universidad Brandeis en 1993, luego trasladado a la Universidad de Harvard.
Los documentos fueron publicados por Yale University Press en 2005. Versión en línea en inglés y ruso (código Ascii extendido con codificación de caracteres Windows-1251 e imágenes de las páginas originales). La mayoría de los documentos son cartas del jefe de la KGB al Comité Central del Partido Comunista de la Unión Soviética sobre la actividad de los disidentes y recomendaciones para la interpretación o el silenciamiento de algunos hechos en los periódicos. Las cartas cubren el período desde 1968 a 1991 y los documentos describen no solo la actividad de Sájarov, sino la de otros disidentes e inclusive la de los comunistas de alto rango y la KGB. No se sabe de archivos de la KGB que esté disponible en los servidores rusos.